# Operatie Politician
Operatie Politician was de codenaam voor een SAS-operatie in de Franse regio Pays de la Loire.

## Geschiedenis
Op 5 juni 1944, de dag voor het begin van Operatie Overlord, voerde de Special Air Service (SAS) onder de codenaam Politician diverse sabotageacties uit in de regio Pays de la Loire. Doel was om de oprukkende Duitse troepen te hinderen en verzetsacties te coördineren.